# Squat

Back squat con discesa fino al c.d. parallelo.

Il piegamento sulle gambe o accosciata (o squat in inglese), insieme agli stacchi da terra e alle distensioni su panca piana, è uno degli esercizi fondamentali dell'allenamento con i pesi. Nello specifico è quello principale per lo sviluppo degli arti inferiori e, in quanto multiarticolare, coinvolge, oltre a tutti i muscoli di gambe e glutei, anche tantissimi muscoli stabilizzatori, a partire da lombari e addominali.

## Muscoli coinvolti
Muscoli principali
- glutei, quadricipiti

Muscoli secondari
- muscolo sacrospinale, bicipite femorale, muscolo trasverso dell'addome, muscolo medio gluteo/muscolo piccolo gluteo (abduttori), muscolo gastrocnemio.

## Forma di esecuzione ed errori
Il movimento inizia da una posizione eretta. Si possono utilizzare manubri, una kettlebell o un bilanciere, poggiato saldamente sul trapezio e tenuto stretto con le mani alla larghezza preferita. Il movimento comincia portando indietro i fianchi, piegando le ginocchia e abbassando il busto tenendolo sempre dritto, senza mai flettere la schiena, per poi tornare in posizione eretta.
Lo squat si può eseguire a diverse profondità. Se arriva al di sotto del parallelo, oltre la piega delle ginocchia, è considerato squat profondo. Negli atleti di powerlifting, l’esecuzione prevede che si scenda anche solo leggermente al di sotto del parallelo; nel weightlifitng, invece, l’esecuzione tipica prevede uno squat non solo profondo ma anche completo, ossia con il gluteo che sfiora la caviglia, avvicinandosi quindi quasi al pavimento. 
Gli squat non completi possono avere invece tre varianti: squat parallelo, in cui il gluteo raggiunge esattamente il livello delle ginocchia senza oltrepassarle; mezzo-squat, nel quale l’angolo tra ginocchia e gluteo si ferma a 90 gradi e perciò il sedere rimane un poco al di sopra del parallelo; infine il dildo-squat (o quarto di squat), che è quello in cui la discesa è minima, con un arco di movimento molto corto. Le ultime due varianti, a meno che non siano scelte appositamente per evitare fastidi in caso di conclamati problemi articolari o eventualmente per allenare in modo specifico la chiusura del movimento, sono da evitare in tutti gli altri casi poiché riducono sensibilmente i benefici dell’esercizio.  

### Errori tipici
Gli errori principali e più frequenti sono: 
- discesa non controllata e/o poco profonda;
- perdita delle fisiologiche curve della schiena, che si curva in avanti;
- ginocchia troppo chiuse, tali da “collassare” verso l’interno;
- ginocchia che cadono troppo in avanti, superando le punte dei piedi sin dall’inizio della discesa;
- appoggio scorretto dei piedi, con spinta solo di punta anziché con tutta la pianta;
- eccessiva inclinazione del busto in avanti o (all’opposto) esagerata verticalità;
- glutei che indietreggiano e/o salgono troppo in anticipo rispetto alle spalle (volgarmente: “sculata”).

Il primo e l’ultimo di questi (la discesa scorretta e la risalita con sculata) sono per lo più compensi che si tendono ad utilizzare quando si cerca di sfuggire da un carico percepito come troppo faticoso per le gambe. In particolare, la risalita di gluteo permette di sottrarre parecchio lavoro ai quadricipiti, scaricandolo all’inizio sui glutei e poi, nell’ultima porzione di movimento, sulla bassa schiena. 
Tutti gli altri errori, oltre a rappresentare delle scorrettezze sul piano tecnico, possono inoltre provocare infortuni anche gravi. 

## Varianti di squat
Lo squat vanta molte versioni, da eseguire a corpo libero, con manubri o con un bilanciere.

### Squat classico
Anche detto back squat, lo squat classico viene svolto appoggiando il bilanciere sui trapezi e piegando le cosce appena oltre i 90 gradi rispetto al suolo. Di squat classico esistono in verità due varianti, anche se alcune volte l’esecuzione degli atleti è in qualche modo intermedia tra le due versioni pure (per quanto, comunque, più simile o all’una o all’altra variante). 

#### Squat high-bar
È la forma di back-squat tipica dei pesisti, che consente di effettuare al meglio uno squat completo o comunque molto profondo. Lo squat high-bar (cioè a bilanciere alto) prevede il posizionamento del bilanciere nella parte più alta del trapezio, quindi appena al di sotto del collo, e una distanza tra i piedi corta, solitamente compresa tra la larghezza delle anche e la larghezza delle spalle; le punte dei piedi si possono leggermente extraruotare . Il posizionamento alto del bilanciere e il passo stretto delle gambe permettono, rispettivamente, una scarsa inclinazione del busto in avanti ed una potente flessione di ginocchia unita ad una debole flessione di anca. In ultima istanza, tutto ciò si traduce in una forte attivazione dei quadricipiti, e in parte anche dei glutei, mentre il coinvolgimento dei femorali rimane abbastanza marginale. Questa variante dello squat classico è da prediligere quando si ha una forte mobilità di caviglia ed un femore corto; è da preferirsi, inoltre, in tutti i soggetti neofiti, che magari non hanno sufficiente forza nella bassa schiena o una grandissima mobilità scapolo-omerale. 

#### Squat low-bar
È la forma di squat prediletta dai powerlifter, in quanto permette, nella stragrande maggioranza dei casi, di sollevare almeno un 10% di peso in più rispetto alla variante precedente. In questa tipologia, abbiamo un posizionamento del bilanciere più in basso sulla schiena, precisamente all’altezza dei deltoidi posteriori. L’ampiezza del passo dei piedi è inoltre leggermente maggiore, generalmente con una distanza pari alla larghezza delle spalle o appena superiore; le punte dei piedi si possono anche qui lievemente extraruotare. La posizione bassa del bilanciere, insieme alla distanza dei piedi, permettono una significativa inclinazione in avanti del busto ed una più marcata flessione di anca, mentre la flessione del ginocchio risulta un po’ più ridotta. In tal modo il coinvolgimento muscolare cessa di essere a prevalenza dei quadricipiti, venendo invece ripartito più equamente con glutei e soprattutto femorali, che qui sono sollecitati molto di più rispetto alla variante high-bar. Lo squat low-bar è da prediligere nei soggetti con femore lungo o con scarsa mobilità di caviglia, purché si abbia, in compenso, una buona mobilità a livello scapolo-omerale ed una bassa schiena forte.  

### Front squat
In questa versione il bilanciere è appoggiato anteriormente sulle clavicole e tenuto rigidamente con le mani, che possono avere una presa parallela coi gomiti in avanti, oppure incrociata. La distanza dei piedi deve essere abbastanza corta (non oltre la larghezza delle spalle), con le punte sempre leggermente extraruotate. Questa tipologia permette una verticalità quasi totale del busto ed una flessione massima di ginocchia, mentre la flessione dell’anca è ridotta al minimo. Ciò si traduce in un’attivazione muscolare fortissima dei quadricipiti, con un coinvolgimento parziale dei glutei e degli addominali e minimo invece da parte dei femorali. 

### Sumo squat
Si tratta di una tipologia alternativa di back squat, quindi il bilanciere è appoggiato sui trapezi o sui deltoidi posteriori come nella versione classica. Lo squat sumo si caratterizza per la grande distanza dei piedi, che tengono un passo notevolmente più ampio della larghezza delle spalle, insieme ad una marcata extra-rotazione delle punte. Ciò promuove una prevalenza di lavoro muscolare a carico di glutei, femorali e adduttori, ossia i muscoli interni della coscia; il reclutamento dei quadricipiti invece, pur significativo, risulta qui abbastanza secondario. Questa versione di squat, per la posizione assunta dal corpo e per il grado di flessione di anca e ginocchia, risulta molto vicina alla versione sumo dello Stacco da terra. Più precisamente, a livello di attivazione muscolare, abbiamo un’alzata che si colloca a metà fra stacco sumo e squat low-bar: rispetto al primo, lo squat sumo coinvolge leggermente di più i quadricipiti; rispetto al secondo, coinvolge leggermente di più i femorali. 

### Overhead squat
Il con bilanciere tenuto sollevato sopra la testa con le braccia estese. Questa versione è considerata un esercizio propedeutico nel sollevamento pesi olimpico.

### Box squat
Accosciata in cui ogni ripetizione termina andando ad appoggiare il fondoschiena su una scatola di legno (da qui il nome) oppure una panca.

### Zercher squat
Il bilanciere appoggiato sopra i gomiti tra braccio e avambraccio e le braccia conserte trattengono il bilancere fermo.

### Barbell Hack squat
Lo hack squat è uno stacco da terra in cui il bilancere si trova dietro l'atleta anziché davanti ai suoi piedi.

### Belt squat
Il Belt squat richiede di usare la cintura con catena tipicamente usata come zavorra nelle trazioni e dips. La cintura viene attaccata ad un peso e l'atleta procede con l'accosciata.

### Jefferson squat
Nel Jefferson squat l'atleta parte con il bilancere a terra, a cavallo tra le gambe e lo stacca fino all'inguine. Se l'atleta esegue lo stacco tenendo il busto in avanti con flessione dell'anca allora l'esercizio si muta in Jefferson deadlift.

### Anderson squat
Nell'Anderson squat si regola lo squat rack ad una altezza bassa, in questo modo l'intervallo di movimento comincia con le gambe parallele al suolo, piuttosto che da in piedi.

### Split squat
Anche chiamato affondo da fermo, lo split squat richiede di tenere le gambe divaricate sul piano frontale e di accosciare su una gamba sola, mentre la gamba posteriore svolge funzione di supporto.

### Bulgarian split squat
Il bulgarian split squat è una variante dell'affondo in cui il piede posteriore viene appoggiato su una panca. In questa versione dello split squat, la gamba posteriore di supporto fornisce meno assistenza per cui a parita' di peso il bulgarian split squat risulta più pesante dello split squat ordinario

### Altre varianti
- Pistol squat (variante a corpo libero eseguita su un piede solo)
- Sissy squat
- Sissy squat bench
- Wall-sit squat (l'atleta si appoggia immobile in posizione accosciata contro il muro)